# Girobicupola pentagonale elongata
In geometria solida, la girobicupola pentagonale elongata è un poliedro con 32 facce che può essere costruito, come intuibile dal suo nome, allungando una girobicupola pentagonale inserendo un prisma decagonale tra le due cupole pentagonali che la compongono.

## Caratteristiche
Se tutte le sue facce sono poligoni regolari una girobicupola pentagonale elongata è uno dei 92 solidi di Johnson, in particolare quello indicato come J39, ossia un poliedro strettamente convesso avente come facce dei poligoni regolari ma comunque non appartenente alla famiglia dei poliedri uniformi.
Per quanto riguarda i 30 vertici di questo poliedro, su 10 di essi incidono una faccia pentagonale, due quadrate e una triangolare, mentre sugli altri 20 incidono tre facce quadrate e una triangolare.

## Formule
Considerando una girobicupola pentagonale elongata avente come facce dei poligoni regolari aventi lato di lunghezza {\displaystyle a}, le formule per il calcolo del volume {\displaystyle V} e della superficie {\displaystyle A} risultano essere:
{\displaystyle V={\frac {a^{3}}{6}}\left(10+8{\sqrt {5}}+15{\sqrt {5+2{\sqrt {5}}}}\right)\approx 12,3423\ldots a^{3};}
{\displaystyle A=\left(20+{\sqrt {{\frac {5}{2}}\left(10+{\sqrt {5}}+{\sqrt {75+30{\sqrt {5}}}}\right)}}\right)a^{2}\approx 27,7711\ldots a^{2}.}

## Poliedri correlati
Ruotando di 36° una delle due cupole rispetto all'altra si ottiene un'ortobicupola pentagonale elongata, che è a sua volta un solido di Johnson.